# Bérczy Jenő
Gyarmati Bérczy Jenő (1853. szeptember 7. – Budapest, 1889. május 5.) középiskolai tanár.

## Élete
Utolsó éveit Sárdon, Somogy vármegyében töltötte, ahonnan az 1888–89-es tanévre Kaposvárra helyettes tanárnak kinevezték, de fellépő elmezavara miatt, mielőtt állását elfoglalhatta volna, szabadságra küldték. A budapesti Rókus-kórházban halt meg, szívszélhűdésben. Örök nyugalomra 1889. május 8-án a Farkasréti temetőben helyezték. Neje Emmrich Else volt.

## Munkája
- Bacsányi János, Kaposvár, 1886